# Aphonopelma lanceolatum
Aphonopelma lanceolatum är en spindelart som först beskrevs av Simon 1891.  Aphonopelma lanceolatum ingår i släktet Aphonopelma och familjen fågelspindlar.
Artens utbredningsområde är Nicaragua. Inga underarter finns listade i Catalogue of Life.